# オーイーエムシステム
株式会社オーイーエムシステム（英: OEM Systems Co., Ltd）は、京都府宇治市に本社を置くライフサイエンス分析装置・医療機器の企画・開発・製造をおこなう企業である。

## 沿革
- 1978年1月	三鬼エンジニアリング株式会社より分離、独立し、京都府長岡京市に資本金300万円で会社設立。
- 1979年4月 資本金を900万円に増資。
- 1979年5月 資本金を2,000万円に増資。
- 1980年3月 事業所を京都府宇治市に移転。産業用自動機器の分野に進出。リークテスト装置の製造を開始。
- 1983年3月 資本金を3,000万円に増資。
- 1985年3月 製造工場を増設。
- 1985年7月 資本金を6,250万円に増資。
- 1986年4月 所在地を現在地に移転。
- 1988年9月 資本金を7,100万円に増資。
- 1992年12月 製造工場を増設。
- 1995年10月 産業機器部門を分離。
- 2005年7月 製品企画課の新設。
- 2006年5月 ISO13485の認証取得。
- 2012年12月 杉村健志が代表取締役社長に就任。
- 2019年6月 ISO13485:2016,JIS Q 13485:2018の認証取得。
- 2023年1月 白石貴が代表取締役社長に就任。
- 2023年4月 FDA査察結果：指摘事項なし（NAI : No Action Indicated ）

## 補足
FDAより指摘を受けるが指摘事項の問題を解決した。
- 2011年2月 [1]
- 2015年2月 [2]

## 製品開発・OEM製造
次の分野がある。
情報及び制御機器・装置
- 液体ハンドリング機器

研究及び分析機器・装置
- マイクロプレート吸光分光光度計
- 紫外-可視マイクロプレートリーダー

精密及び医療機器・装置
- HPLC応用装置